# Mordellistena abaceta
Mordellistena abaceta es una especie de coleóptero de la familia Mordellidae.

## Distribución geográfica
Habita en Nueva Gales del Sur y Queensland (Australia).